# Route départementale 305 (Alpes-de-Haute-Provence)
Pour les articles homonymes, voir Route départementale 305.
La route départementale 305, abrégée en RD 305 ou D 305, est une des Routes des Alpes-de-Haute-Provence, qui relie Saint-Michel-l'Observatoire (de la RD 5) à Saint-Michel-l'Observatoire (Village).